# Бек, Томас (актёр)
Томас Бек (англ. Thomas Beck), имя при рождении Томас Макадам Бек (англ.  Thomas McAdam Beck ; 29 декабря 1909 — 23 сентября 1995) — американский актёр кино и театра 1930—1940-х годов.
Бек начинал свою карьеру в театре, сыграв в 1933—1934 годах в нескольких бродвейских постановках. В 1934 году он перебрался в Голливуд, где в период с 1934 по 1939 год снялся в 28 фильмах. Более всего он известен исполнением ролей молодых героев в детективных фильмах категории В про Чарли Чана и Мистера Мото, в частности, в фильмах «Чарли Чан в Париже» (1935), «Чарли Чан в Египте» (1935), «Чарли Чан на скачках» (1936) и «Чарли Чан в опере» (1936), а также «Думай быстрее, мистер Мото» (1937) и «Спасибо, мистер Мото» (1937). Он также сыграл в семейной музыкальной истории с Ширли Темпл «Хейди» (1937).

## Ранние годы и начало карьеры
Томас Бек, имя при рождении Томас Макадам Бек, родился 28 декабря 1909 года в Нью-Йорке. Его отец, Джон Лейн Бек, и мать, британская театральная актриса Дороти Рейнольдс, поженились в Великобритании. Они вернулись в Нью-Йорк, когда Дороти готовилась родить своего единственного сына (у Тома было две сестры). Позднее семья переехала в родной город отца Балтимор, Мериленд, где отец Тома руководил Мерилендской мастерской для слепых.
В 1928 году после окончания средней школы в Балтиморе Бек там же поступил в Университет Джонса Хопкинса. Он изучал естественные науки и намеревался стать инженером. Одаренный в различных областях искусства, Бек в эти годы также занимался фортепиано в Консерватории Пибоди и обучался живописи в Мэрилендском институте изящных искусств.
В это же время Бек начал играть в спектаклях в составе театральной группы из Балтимора «Бродяги» (англ. Vagabonds), а на старших курсах Университета Джонса Хопкинса состоял в университетской театральной группе (англ. University Players). Он выходил на сцену вместе с Генри Фондой, но никогда не был знаком с ним лично ни в университете, ни впоследствии на киностудии, где они работали вместе. Как говорил Бек, «мы никогда не ладили друг с другом. Он был своеобразным человеком».
В 1932 году после окончания колледжа Бек решил, что в разгар депрессии спрос на инженеров был невелик. Он отправился в Нью-Йорк, чтобы повидаться с приятелем, который посоветовал ему попробовать себя на сцене. Как вспоминал Бек, «моя мама сказала, что это отличная идея, так как в своё время сама работала в шоу-бизнесе. Она дала мне несколько хороших советов относительно театра. У моего отца была идея, что если мужчина хочет что-то сделать, ему должно быть позволено это сделать. Он не удерживал меня».

## Театральная карьера
Когда Бек приехал в Нью-Йорк, друг предложил поехать вместе с ним в посёлок Магнолия, штат Массачусетс, где тот открывал летний театр. В течение лета 1932 года Бек сыграл там в спектаклях «Наша жена», «Трап» и «Безумные надежды» . Там Бек был представлен семье знаменитого нью-йоркского продюсера Уильяма Брейди, которая в октябре того же года пригласила его на роль в его первой бродвейской постановке «Мадемуазель» (1932—1933, 103 представления), которая имела успех. В этом спектакле Бек играл сына Элис Брейди (дочери Уильяма Брейди) и внука Грейс Джордж (жены Уильяма Брейди). Cледующий спектакль Бека «Сырое мясо» (1933), был не столь успешным, и был закрыт через неделю после премьеры.
В летний сезон 1933 года Бек снова отправился в Магнолию, где работал в спектаклях «Улыбка Джоконды», «Оливер, Оливер» и «Любовь в чёрной шляпе». В июне-июле 1934 года Бек играл на Бродвее сына известной актрисы Полин Фредерик в спектакле «Её величество вдова» (1934, 32 представления) . В этой роли на Бека обратили внимание голливудские скауты, уговорившие его пройти кинопробы. До этого Бек отклонял все предложения о работе в кино, так как его больше интересовала сцена. Но когда врач порекомендовал ему переехать в более тёплый климат из-за проблем со здоровьем, тот решил отправиться в Калифорнию.

## Карьера в кинематографе
В 1934 году Бек после нескольких проб подписал пятилетний контракт с кинокомпанией Fox Film, «начав постепенное восхождение в кино, сначала в небольших ролях, затем в главных молодёжных ролях». Переехав осенью 1934 года в Калифорнию, Бек сначала жил в Голливудском спортивном клубе, а затем переехал в Малибу, где прожил в доме на морском побережье следующие пять лет.
В своих первых фильмах военной драме с Уорнером Бакстером «Ад на небесах» (1934) и романтической комедии с Лью Эйрсом «Любитель лотереи» (1935), снятых осенью 1934 года, роли Бека были маленькими и незначительными. Однако вскоре он снялся в двух детективных фильмах из киноцикла о Чарли Чане, которые считал одними из своих любимых.
В фильме «Чарли Чан в Египте» (1935) Бек сыграл ассистента главного археолога и жениха его дочери (Пат Патерсон), который сначала оказывается одним из подозреваемых в убийстве, а затем помогает Чану раскрыть дело. В фильме «Чарли Чан в Париже» (1935) Бек был сыном одного из руководителей банка, начинающий карьеру с должности банковского клерка, а его невестой является дочь директора банка (Мэри Брайан). В финале картины герой Бека вновь помогает Чану раскрыть преступление. Позднее Бек вспоминал: «Мне особенно понравился Уорнер Оулэнд в роли Чарли Чана. Он был просто восхитителен. Я спросил его, как, будучи шведом, он умеет так здорово изображать восточного мужчину. По его словам, это было просто. Он всегда умел поднимать брови и прищуривать глаза, не создавая морщин на лбу. Студия его очень высоко ценила, так как фильмы с Чарли Чаном имели большой успех». На следующий год Бек снялся ещё в двух фильмах о Чарли Чане. В детективе «Чарли Чан на скачках» (1936) он сыграл азартного секретаря владельца конюшни скаковых лошадей, который хочет жениться на дочери конкурирующего владельца конюшни, а в картине «Чарли Чан в опере» (1936) Бек снова был женихом одной из героинь, который попадает под подозрение в убийстве.
В комедии «Жизнь начинается в 40» (1935) о жизни и проблемах маленького городка Бек снялся вместе с Уиллом Роджерсом, сыграв избалованного сына землевладельца. По словам Бека, «Роджерс был таким забавным человеком. Он всегда философствовал, и у него была ежедневная колонка в газете, которая много для него значила. Он так сильно концентрировался на ней и так ей увлекался, что никто не мог заставить его работать. Вся съёмочная группа сидела и ждала».
Музыкальная комедия «Музыка — это волшебство» (1935) снималась в середине 1935 года во время слияния кинокомпаний XX Century Pictures и Fox Films. Это была голливудская история, в центре которой была Биби Даниелс, звезда, которая изо всех сил пытается справиться со своей угасающей славой. Актриса Элис Фэй, сыгравшая девушку из массовки, которая в итоге занимает место Даниелс, благодаря этой роли мгновенно прославилась. Бек был выбран на роль богатого плейбоя, который преследует Даниелс. Как рассказывал Бек, «Элис Фэй была такой милой. Биби мне тоже нравилась. Она была типичной звездой, очень величественной и постоянно занятой, но очень милой со мной».
В криминальной мелодраме «Моя женитьба» (1936) Бек появился в роли подлого сына богатой нью-йоркской аристократки (Полин Фредерик), который замешан в убийстве отца своей невестки (Клэр Тревор). Бек дружил с Фредерик с тех пор, как играл с ней в бродвейском спектакле «Её величество вдова» несколькими годами ранее, но не знал, что они оба получили роли в этом фильме.
Став руководителем производства недавно объединившейся кинокомпании 20th Century-Fox, генеральный продюсер Дэррил Занук начал формировать свою команду контрактных актёров. Поскольку Бек никогда не был любимцем Занука и никогда не играл в студийные закулисные игры, лучшие роли достались другим людям, оставляя ему главные молодёжные роли в фильмах категории В. Несмотря на своё разочарование таким развитием событий, в 1936—1937 годах Бек продолжал усердно работать, выпустив за два года 15 картин.
В приключенческой военной мелодраме с Рональдом Колманом «Под двумя флагами» (1936) Бек был французским легионером, убитым арабами. Сцена смерти, которую Бек так тщательно подготовил и сыграл, в окончательном варианте была полностью удалена из картины и заменена аналогичной сценой смерти главной героини (Клодетт Кольбер). В приключенческой мелодраме по Джеку Лондону «Белый клык» (1936) Бек сыграл слабака, унаследовавшего вместе с сестрой (Джин Мьюир) шахту на Клондайке. Когда персонаж Бека совершает самоубийство, в убийстве обвиняют их проводника (Майкл Уэйлен). Уэйлен и также сыгравший в фильме Джон Кэррадайн стали двумя ближайшими голливудскими друзьями Бека. Бек снова появился вместе с Уэйленом в криминальной мелодраме «В женском плане» (1937) и в мелодраме с Клер Тревор «Прогулки по Бродвею» (1938).
В шпионском экшне «Крушение» (1936) с Питером Лорре в главной роли Бек сыграл заметную роль лётчика-испытателя. Два других фильма Бека с Лорре были частью детективного киносериала о Мистере Мото. В фильме «Думай быстрее, мистер Мото» (1937) Бек был сыном владельца судоходной компании, который должен был доставить в Шанхай на пароходе секретное письмо, но влюбился в эстрадную певицу, которая оказалась шпионкой. В фильме «Спасибо, мистер Мото» (1937), Бек сыграл молодого американского дипломата в Шанхае, который ухаживает за дочерью американского бизнесмена, который помогает мистеру Мото в борьбе с бандой, охотящейся за древними свитками, указывающими на место, где спрятаны сокровища Чингисхана. Как вспоминал Бек, «Лорре обычно был грозным персонажем в фильмах, но был забавным человеком и шутником вне съёмочной площадки».
Он также сыграл роль богатого светского джентльмена в криминальной мелодраме «Шампанское Чарли» (1936), друга главного героя в мелодраме с Джеймсом Стюартом «Седьмое небо» (1937) и врача в криминальной комедии «Великое больничное расследование» (1937) .
По мнению Анкерича, «одной из лучших ролей в карьере Бека была роль пастора Шульца в классической семейной музыкальной ленте с Ширли Темпл» под названием «Хейди» (1937) . Как говорил позднее Бек, Ширли «была милым ребенком, всегда безупречно держалась перед камерами». При этом «она была немного избалованной, но она очень много работала, и у неё было не так много времени, чтобы быть очаровательной. Она начала взрослеть, и студия сменила ей одежду, чтобы верхняя часть её тела выглядела меньше» .
В 1937 году студия одолжила Бека в первый и единственный раз студии Metro-Goldwyn-Mayer для съёмок в детективной мелодраме о ясновидении и спиритическом сеансе «Тринадцатый стул» (1937). В этой картине Бек сыграл роль, похожую на многие его роли на родной студии: он был персонажем второго плана, сыном губернатора штата, влюбленным в секретаршу матери(Мэдж Эванс).
Вернувшись на свою студию, Бек испытал разочарование от плохого развития своей карьеры, что вкупе с его чувствами к Зануку заставили Бека тосковать по сцене. Как рассказывал сам Бек, «я пошел к руководству студии и спросил, разрешат ли мне сыграть в театре. Мне ответили, что я нужен на съёмочной площадке в Голливуде, после чего я просидел ещё шесть месяцев, ожидая, пока что-нибудь появится». Последним фильмом Бека для 20th Century-Fox была спортивная криминальная мелодрама «Демон дороги» (1938).
Бек активно участвовал в становлении и налаживании деятельности Гильдии киноактёров с целью улучшения условий их труда, что также негативно сказалось на отношении к нему студии. Дважды Бек просил о повышении зарплаты, и дважды на основании плохого финансового состояния студии ему отказывали. Как далее рассказывает Бек: «Когда я уезжал в очередной отпуск, я поручил своему агенту, чтобы в моё отсутствие, когда подойдёт время продления контракта, он заявил, что я подпишу контракт с только с прибавкой к зарплате. В противном случае, пусть отпускают меня». Студия отказала в третий раз, и Бека уволили. Позднее Бек прокомментировал это так: «Мне никогда не нравился Занук, поэтому я был рад, что этот этап остался позади» .
В 1938 году как фрилансер Бек снялся на студии Republic в роли окружного прокурора в криминальной драме «Меня обвиняют» (1938), а в 1939 году сыграл в комедиях студии Universal Pictures «Семьи по соседству» (1939) и «Вы об этом просили» (1939). В том же 1939 году Бек навсегда покинул кинематограф и уехал в Нью-Йорк, чтобы возобновить театральную карьеру на Бродвее.

## Актёрское амплуа и оценка творчества
Как описывает его историк кино Макйл Анкерич, «Томас Бек был высоким (183 см), красивым, интеллигентным актёром с хорошими манерами, то есть как будто олицетворял типаж главного героя». Бек начал свою карьеру как театральный актер в Нью-Йорке, а в период с 1934 по 1939 год он снялся почти в трёх десятках фильмов, большинство из них произвела студия 20th Century Fox.
В 1936—1937 годах Бек «был постоянно занят, время от времени играя главные роли, но чаще всего у него были заметные роли второго плана». Как отмечает Анекрич, «чаще всего Беку приходилось играть вторые главные роли или значимые роли второго плана, как правило, он изображал жениха, влюблённого персонажа или лучшего друга». К числу его наиболее значимых картин критики относят несколько фильмов о Чарли Чане и Мистере Мото 1936—1937 годов, в которых он сыграл главные молодёжные роли. Он исполнил важную роль деревенского священника в фильме с Ширли Темпл «Хейди» (1937), а также сыграл солдата, который умер на руках Рональда Колмана в фильме «Под двумя флагами» (1936). Кроме того, у Бека были заметные роли в таких фильмах, как «Белый клык» (1936), «Седьмое небо» (1937) и «Семья по соседству» (1939).
Как отмечено в биографии актёра на сайте AllMovie, «Бек, возможно, стал бы звездой, если бы не его активная политическая деятельность в Гильдии киноактёров». Кроме того, главных ролей ему практически не давали из-за жёсткой конкуренции среди актёров-мужчин и из-за его несложившихся отношений с Зануком. После того, как студия отказалась повысить ему зарплату в третий раз, Бек покинул студию. Как отмечено в биографии актёра на сайте IMDb, Бек «никогда не был любимцем высшего руководства и никогда не играл в студийные политические игры, но можно было также заподозрить, что были и другие причины для его увольнения, такие как открытая гомосексуальность Бека и его деятельность в Гильдии киноактеров по улучшению условий труда актёров в те годы сильного идеологического давления на крупные студии, актёров и продюсеров».
Хотя, по словам Анкерича, «кинокарьера Бека закончилась разочаровывающим образом», сам актёр говорил, что фильмы никогда не представляли для него никакого реального интереса и что он не испытывал энтузиазма по поводу продолжительной карьеры на большом экране. Мотивация для его работы в студии исходила из двух источников. Как сказал Бек, «во-первых, мне было просто приятно быть занятым, и, во-вторых, меня интересовало всё необычное, и люди, которых я встретил в Голливуде, были именно такими!».
Как говорил Бек, «ему больше нравилась его работа на сцене, чем в кино, и что его единственное сожаление в отношении карьеры заключалось в том, что он так и не поработал по избранной профессии, а именно инженером». Бек подытожил свою карьеру в кино тем, что это был хороший способ зарабатывать на жизнь во время депрессии. «Я зарабатывал около 700 долларов в неделю, и это было неплохо. Но моя карьера развивалась не так, как я думал. У меня не было тех возможностей сниматься в кино, которые хотелось бы иметь. Если бы у меня были другие отношения с людьми, всё могло бы сложиться по-другому».
По мнению Анкерича, «в целом, это были хорошие времена для Томаса Бека», но говорить, что они были для него Золотым веком Голливуда было бы неправильно. Как сказал актёр, «нет, для меня это было не так. Я принадлежал к другой касте. Золотые дни кино были для таких людей, как Генри Фонда и Тайрон Пауэр, а не для Томаса Бека».

## Последующая карьера
В 1940 году Бек играл в Нью-Йорке в предбродвейском спектакле «Деликатная история», после чего завербовался в армию. На протяжении Второй мировой войны Бек служил в Нью-Йорке, Сан-Франциско, на Гавайях и в Японии. Он был демобилизован в 1945 году в звании майора.
В 1946 году Бек ненадолго вернулся на бродвейскую сцену, сыграв с Бланш Юркой в спектакле «Укроти ветер» (1946—1947, 35 представлений) . После закрытия спектакля в январе 1947 года Бек поступил на работу в рекламную фирму, где проработал 17 лет. В 1964 году Бек переехал в Коннектикут, где вместе со своим партнёром и компаньоном по рекламному бизнесу открыл собственную контору по продаже недвижимости. Они управляли бизнесом в течение 12 лет.

## Личная жизнь
В 1977 году Бек вышел на пенсию и вместе с партнёром переехал во Флориду, где они жили сначала в Ки-Уэсте, затем в Майами-Шорс. Партнёр Бека, с которым он прожил более 35 лет, умер в 1986 году.
На протяжении многих лет Бек коллекционировал произведения искусства и писал маслом и акварелью. В 1990 году он опубликовал книгу стихов «Верхом на ветру». По этому поводу он сказал следующее: «Я обнаружил, что становлюсь старше и скучнее. И я сказал себе: „Не такое послание я хочу оставить миру. Я должен что-то сделать“. Итак, я опубликовал книгу своих стихов, над которой работал с 1940-х годов».

## Смерть
В 1992 году у Бека стали проявляться симптомы болезни Альцгеймера, которая медленно прогрессировала. Томас Бек умер 23 сентября 1995 года в возрасте 86 лет в Майами-Шорс, Флорида, от болезни Альцгеймера и болезни сердца.

## Фильмография
| Год  |   | Русское название          | Оригинальное название          | Роль                 |
| ---- | - | ------------------------- | ------------------------------ | -------------------- |
| 1935 | ф | Чарли Чан в Египте        | Charlie Chan in Egypt          | Том Эванс            |
| 1935 | ф | Чарли Чан в Париже        | Charlie Chan in Paris          | Виктор Декарт        |
| 1935 | ф | Жизнь начинается в 40     | Life Begins at 40              | Джо Эберкромби       |
| 1935 | ф | Музыка — это магия        | Music Is Magic                 | Тони Беннетт         |
| 1935 | ф | Может ли это быть Дикси?  | Can This Be Dixie?             | Улисс С. Шерман      |
| 1936 | ф | Шампанское Чарли          | Champagne Charlie              | Тод Холлингсворт     |
| 1936 | ф | Чарли Чан в опере         | Charlie Chan at the Opera      | Фил Чайлдерс         |
| 1936 | ф | Чарли Чан на скачках      | Charlie Chan at the Race Track | Брюс Роджерс         |
| 1936 | ф | Крушение                  | Crack-Up                       | Джо Рэндалл          |
| 1936 | ф | Каждым субботним вечером  | Every Saturday Night           | Кларк Ньюэлл         |
| 1936 | ф | Мой брак                  | My Marriage                    | Роджер Тайлер        |
| 1936 | ф | Под двумя флагами         | Under Two Flags                | Пьер                 |
| 1936 | ф | Белый клык                | White Fang                     | Хэл Берджесс         |
| 1937 | ф | 45 отцов                  | 45 Fathers                     | Роджер Фэррагат      |
| 1937 | ф | Великая больничная тайна  | The Great Hospital Mystery     | доктор Дэвид Маккири |
| 1937 | ф | Хейди                     | Heidi                          | пастор Шульц         |
| 1937 | ф | Седьмое небо              | Seventh Heaven                 | Бриссак              |
| 1937 | ф | Спасибо, мистер Мото      | Thank You, Mr. Moto            | Том Нельсон          |
| 1937 | ф | Думай быстро, мистер Мото | Think Fast, Mr. Moto           | Боб Хитчингс         |
| 1937 | ф | Тринадцатое кресло        | The Thirteenth Chair           | Дик Кросби           |
| 1937 | ф | В женском плане           | Woman-Wise                     | Клинт Де Витт        |
| 1938 | ф | Меня обвиняют             | I Stand Accused                | Пол В. Рейнольдс     |
| 1938 | ф | Демон дороги              | Road Demon                     | Тед Роджерс          |
| 1938 | ф | Прогулка по Бродвею       | Walking Down Broadway          | Том Дуглас           |
| 1939 | ф | Семья по соседству        | The Family Next Door           | Билл Тревис          |
| 1939 | ф | Они это просили           | They Asked for It              | доктор Питер Спаркс  |
| 1988 | с | Авианосец                 | Supercarrier                   | (1 эпизод)           |